# Vidovdan
Vidovdan je religijski praznik Sv. Vida u Srpskoj i Bugarskoj pravoslavnoj Crkvi koji se slavi 15. lipnja po julijanskom kalendaru kao Vidovo, a trenutačno se taj 15. lipnja poklapa s 28. lipnjem po gregorijanskom kalendaru.
|  | Zajednički poslužitelj ima još gradiva o temi Vidovdan |